# عبد القادر الراشدي (موسيقار)
عبد القادر الراشدي (1929 - 1999)، هو موسيقار مغربي، هو سيد الإيقاعات المغربية بلا منازع، إذ ما زالت معزوفته الشهيرة «رقصة الأطلس» التي لحنها سنة 1948 وسنه لم يتجاوز بعد التاسعة عشرة من عمره، شاهدة على ذلك. الذي يعد بحق من المعلمات الفنية الثابتة ورمزا من رموز الحركة الفنية في المغرب التي لها تجربة طويلة في الإبداع والعطاء الفني، إذ قضى ما يفوق من 24 سنة في رئاسة الجوق الوطني و 30 في رئاسة جوق التقدم والجوق الجهوي لطنجة، ولحن خلال مشواره الفني أكثر من 300 أغنية وظف فيها معظم، إن لم نقل كل الإيقاعات المغربية الأصيلة، فاعتبر بحق أستاذ الإيقاعات المغربية الخالصة.
هو من مواليد سنة 1929 بمدينة فاس، كان ملازما للفنان والزجال أحمد الطيب العلج لردح من الزمن، رحل إلى العاصمة الرباط في سن صغيرة وكون، رفقة كل من الفنانين أحمد البيضاوي وصالح الشرقي، سمير عاكف، وعبد النبي الجيراري، المجموعة التي كونت الفرقة الوطنية إلى أن انضاف إليها بعد الاستقلال محمد بنعبد السلام وعبد الرحيم السقاط والمعطي بنقاسم وعباس الخياطي.
ساهم في تأسيس فرقة المتنوعات التي اندمجت مع الجوق الوطني يرئاسة بنعبد السلام، حيث برز منها الفنان المطرب عبد الوهاب الدكالي بأغاني «يا الغادي في الطوموبيل»، «مولات الخال»، «بلغوه سلامي»، «انا مخاصم خليني»... ثم برز عبد الهادي بلخياط في سماء الأغنية المغربية بأغاني مثل «ياحبيب القلب فين»... إلى أن تم الاتفاق بين عبد القادر الراشدي وأحمد البخاري على تأسيس جوق مكناس الإسماعيلية الذي كان الهدف منه تضييق الخناق على بن عبد السلام الذي خرج بألبوم جديد أثار جدلا فنيا آنذاك عنوانه، «أنا الرباطي وأنت السلاوي» - ثم «يا زهرة جيبي الصينية»، «عويشة جيبي القلة»، «الصنارة».. وبعد نجاح جوق الإسماعيلية تم خلق جوق طنجة باتفاق بين الفنانين عبد القادر الراشدي وأحمد البيضاوي ترأسه عبد القادر الراشدي وأبان عن جدارته وكفاءته، حيث ظهر للوجود في الساحة الفنية عبد الواحد التطواني وآخرون ولحن أغنية الموسم «ماشي عادتك هادي»... منذئذ أصبح الراحل عبد القادر الراشدي وراء بروز العديد من الأسماء الفنية المغربية من مطريبن ومطربات باعتباره ملحنا ورئيسا للجوق الوطني، فظهرت كل من الفنانة المغربية سميرة سعيد بأعمال متميزة وناجحه مثل «لحن جميل»، «فايت لي شفتك»، «انا والمحال»، «يابشير الحب» وبعدها الفنانة المحبوبة نعيمة سميح بأعمال متميزة مثل «على غفلة»، «جاري يا جاري»، «أمري لله».. بعدها كان بروز الفنانة لطيفة رأفت بأغاني جديدة مثل «دنيا» «مغيارة».... كما لحن عبد القادر الراشدي أغاني وطنية خالدة في عهد الملك الحسن الثاني بمناسبة عيد العرش كأغنية "بطل القدس" للفنانة الكبيرة عزيزة جلال من كلمات الشاعر المغربي الكبير علي الصقلي
. ولحن لها أغنية "ياليـل طول" من كلمات الشاعر الأندلسي ابن زيدون والتي أطربت بها جمهورها العربي بمهرجان الغناء بالفصحى بالسعودية.

## وفاته
توفي يوم 23 سبتمبر 1999.

## وصلات خارجية
- (فيديو) رقصة الأطلس للفنان عبد القادر الراشدي